# Robert Scott (filòleg)
Robert Scott (26 de gener de 1811 - Rochester, 2 de desembre de 1877) va ser un acadèmic i filòleg britànic del segle xix i professor del Balliol College de la Universitat d'Oxford. Va ser degà de la Catedral de Rochester des de 1870 fins a la seva mort el 1887. És conegut com un dels dos creadors (al costat del seu col·lega Henry Liddell) del diccionari més usat per al grec clàssic: A Greek-English Lexicon. Segons l'edició de 1925 del diccionari, l'editor londinenc David Alphonso Talboys va proposar a Scott aquest projecte. L'Oxford University Presss es va encarregar de la publicació.